# Armchair Theatre
Armchair Theatre est une série télévisée britannique en 452 épisodes de 60 minutes produite par Associated British Corporation (ABC), puis par Thames Television à compter de 1968, diffusée entre le 8 juillet 1958 et 1974 sur ITV.
Le Canadien Sydney Newman, qui créa par la suite plusieurs autres séries à succès telles que Doctor Who ou Chapeau melon et bottes de cuir, en fut le producteur entre 1958 et 1962.

## Distribution
(liste non exhaustive)
- Donald Churchill (en) : 17 épisodes
- Harry H. Corbett (en) : 13 épisodes
- Billie Whitelaw : 10 épisodes
- Neil McCallum (en) : 10 épisodes
- Donald Pleasence : 8 épisodes
- Susannah York : 7 épisodes
- Gwen Watford : 7 épisodes
- Colin Blakely : 7 épisodes
- Adrienne Corri : 6 épisodes
- Mai Zetterling : 2 épisodes
- Yvonne Mitchell : 2 épisodes
- Honor Blackman : 1 épisode
- Diana Rigg : 1 épisode
- Barbara Kelly : 1 épisode
- Marpessa Dawn : 1 épisode

## Préservation
Les pièces théâtricales étant jouées en direct, il n'était pas coutume à l'époque d'enregistrer les prestations. La production a déménagé de Manchester au studio Teddington près de Londres à l'été 1959, où ils ont pu enregistrer les prestations sur ruban. Au cours des années, quelques rubans ont été effacés pour réutilisation. Une sélection d'épisodes ayant survécu ont été compilés sur DVD, sorti en 2010.